# 맥라렌 MCL35
맥라렌 MCL35(영어: McLaren MCL35)는 포뮬러 원 2020년 시즌용 레이싱카이다. 이후  MCL35의 업그레이드 모델인 MCL35M을 개발하였다.